# Esquemas juveniles
Esquemas juveniles es el primer álbum de estudio de la cantautora chilena Javiera Mena, originalmente lanzado en agosto de 2006 bajo el sello independiente argentino Índice Virgen y en noviembre del mismo año por el sello chileno Quemasucabeza.
A partir de junio del año siguiente comenzó a distribuirse en Japón a través del sello Art Union, incluyendo una pista adicional titulada «La comida es lo primero», y desde 2008 en México por el sello EMI. Desde fines de 2010 los derechos pasaron a la agencia Unión del Sur, propiedad de Javiera y su productor Cristián Heyne, de modo que desde entonces el disco se distribuye exclusivamente en formato digital.
El disco cuenta con la participación de Cristián Heyne, Gepe y Gabriel Vigliensoni, entre otros.
Este disco incluye una nueva versión de la canción «Yo no te pido la luna», compuesta originalmente por Zucchero para la intérprete italiana Fiordaliso y la cual fue popularizada en Latinoamérica por la mexicana Daniela Romo durante 1984.

## Lista de canciones
Todas las canciones escritas por Javiera Mena, excepto (3) por Sofía Oportot y (9) por Daniela Romo (traducción al español).
| N.º   | Título                                        | Duración |  |
| 1.    | «Al siguiente nivel»                          | 4:04     |  |
| 2.    | «Esquemas juveniles»                          | 3:44     |  |
| 3.    | «Como siempre soñé»                           | 4:50     |  |
| 4.    | «Sol de invierno» (con Gepe)                  | 4:24     |  |
| 5.    | «Cámara lenta»                                | 5:27     |  |
| 6.    | «Casan (no puedo bloquear lo que quiero dar)» | 4:31     |  |
| 7.    | «Cuando hablamos»                             | 4:28     |  |
| 8.    | «Está en tus manos»                           | 6:18     |  |
| 9.    | «Yo no te pido la luna»                       | 3:43     |  |
| 10.   | «Perlas»                                      | 5:25     |  |
| 46:44 |                                               |          |  |

| Bonus track |                           |          |  |
| N.º         | Título                    | Duración |  |
| 1.          | «La comida es lo primero» | 3:42     |  |
| 50:16       |                           |          |  |

## Videoclips
- Esquemas juveniles (2006) - YouTube[6]
- Esquemas juveniles (versión B) - YouTube[7]
- Yo no te pido la luna (2007) - YouTube[8]
- Al siguiente nivel (2007) - YouTube[9]
- Está en tus manos (2008) - YouTube[10]

## Créditos
- Javiera Mena: voz, bajo, programación, sintetizador, piano, guitarra, percusión.
- Matías Radic: batería en 2.
- Cristián Heyne: batería en 4 y guitarra en 5.
- Gepe: voz en 4 y batería en 5.
- Daniel Guerrero, Juan José Aránguiz y Rodrigo Peñailillo: aplausos en 5.
- Miguel Miranda: sintetizador en 5.
- Gabriel Vigliensoni: teclado en 10.
- Masterización: Gabriel Lucena
- Mezclas: Cristián Heyne (1-6, 8, 9), Diego Morales (10), Gabriel Lucena (7).
- Producción y grabación: Cristián Heyne
- Diseño y fotografía: Alejandro Ros